# Tagebücher von Michael Kardinal von Faulhaber

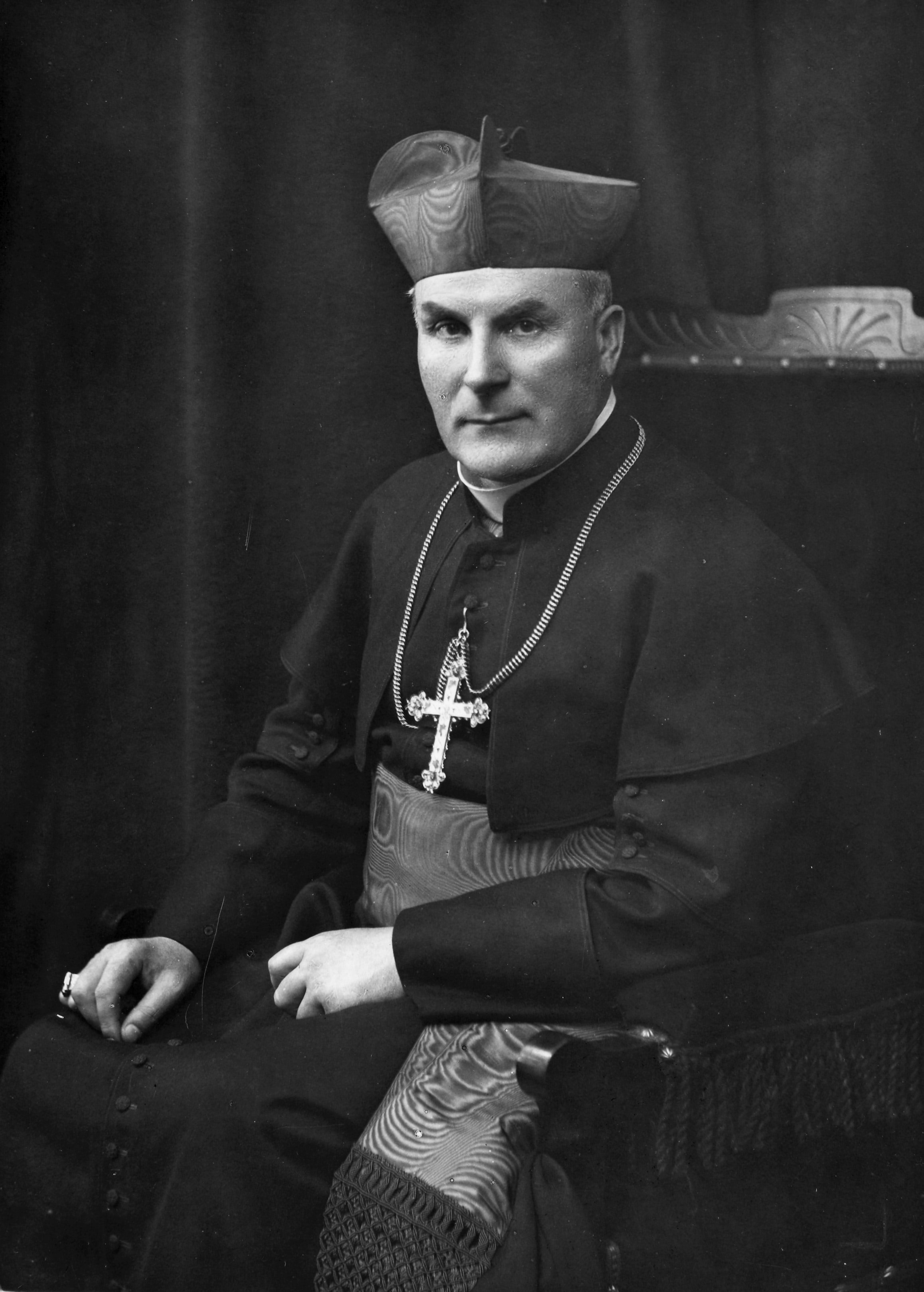
Michael von Faulhaber (um 1936)

Als Tagebücher von Michael Kardinal von Faulhaber bezeichnet man die Besuchstagebücher, die Michael von Faulhaber während seiner Zeit als Bischof von Speyer und als Erzbischof von München und Freising führte. Diese werden seit 2014 zusammen mit den ergänzend zu den Tagebüchern angelegten Beiblättern in einer Online-Edition veröffentlicht.

## Geschichte
Faulhaber, der ein enger Vertrauter von Papst Pius XI. war und zahlreiche Kontakte zu einflussreichen Persönlichkeiten im In- und Ausland hatte, schrieb in seinen Tagebüchern täglich nieder, was er getan und mit wem er worüber gesprochen hatte. Die lückenlos überlieferten Tagebücher umfassen 32 Bände im Notizbuchformat sowie etwa 400 Gesprächsprotokolle und Aktennotizen aus dem Zeitraum von 1911 bis zu seinem Tod im Juni 1952. In den Tagebüchern sind für etwa 15.000 Tage Einträge zu etwa 52.000 Besuchen und Gesprächen notiert.
Die Tagebücher umfassen die Zeit des Deutschen Kaiserreichs unter Wilhelm II., der Weimarer Republik, des Dritten Reiches, der Jahre 1945 bis 1949 sowie die ersten drei Jahre der Bundesrepublik Deutschland unter Konrad Adenauer. Es ist möglich, dass sie neue Erkenntnisse zur Beziehung des Heiligen Stuhls zu Politikern dieser Epochen ermöglichen.
Faulhaber schrieb eng mit Tinte überwiegend in der Kurzschrift Gabelsberger. Die Einträge sind meist knapp gehalten; für Gedanken zu wichtigeren Themen und Gesprächen fertigte er ausführliche Beiblätter an. Nach Faulhabers Tod nahm sein letzter Privatsekretär Johannes Waxenberger die Tagebücher an sich und verwahrte sie in seinem Haus in Siegsdorf. Nach Waxenbergers Tod im Sommer 2010 gelangten sie zusammen mit weiteren Unterlagen in das Erzbischöfliche Archiv in München. Der Münchner Erzbischof Reinhard Marx verfügte nach Ablauf der 60-jährigen Schutzfrist für erzbischöfliche Unterlagen, die Tagebücher der Öffentlichkeit zugänglich zu machen.

## Die „Kritische Online-Edition der Tagebücher Michael Kardinal von Faulhabers (1911–1952)“
Gefördert von der Deutschen Forschungsgemeinschaft begann im Januar 2014 unter der Leitung von Andreas Wirsching, Direktor des Instituts für Zeitgeschichte München–Berlin, und des Kirchenhistorikers Hubert Wolf, Direktor des Seminars für Mittlere und Neuere Kirchengeschichte der Universität Münster, ein auf zwölf Jahre angelegtes Projekt zur wissenschaftlichen Bearbeitung der Besuchstagebücher und Beiblätter. Das Team der Edition arbeitet interdisziplinär und besteht aus Historikern, Theologen und einem Informatiker. Dem Editionsbeirat gehören die Historiker und Theologen Franz Xaver Bischof, Ferdinand Kramer, Johannes Merz, Martin Baumeister, Wilhelm Damberg, Johannes Heil, Rudolf Morsey, Georg Seiderer und Margit Szöllösi-Janze an.
Am 28. Oktober 2015 wurden die ersten Tagebuchjahrgänge in einer Online-Edition nach den Prinzipien des Open Access veröffentlicht. Mittlerweile sind die Tagebucheinträge der Jahrgänge 1911 bis 1923 sowie 1930 bis 1949 als Digitalisat, Transkription und als benutzerfreundliche Leseversion online einsehbar. Knapp 11.000 Kurzbiografien helfen den Benutzern in der Leseversion bei der Erschließung des Textes.